# Villa (Illas)
Villa ist eine von drei Parroquias und gleichzeitig ein Ort in der Gemeinde Illas der autonomen Region Asturien in Spanien.

## Geographie
Villa hat 181 Einwohner (2011) auf einer Fläche von 5,60 km². Es liegt auf 62 m Höhe über dem Meeresspiegel. Das sechs Kilometer entfernt gelegene Illas ist der nächste größere Ort und zudem Verwaltungssitz der Gemeinde.

## Dörfer und Weiler
- La Laguna 8 Einwohner 2011 43° 31′ 1″ N, 5° 57′ 25″ W
- Piniella 85 Einwohner 2011 43° 30′ 21″ N, 5° 56′ 4″ W
- Sanzadornin 88 Einwohner 2011 43° 30′ 23″ N, 5° 55′ 57″ W

## Bevölkerungsentwicklung
|                                                                |
| Quelle: Website des INE – grafische Aufarbeitung für Wikipedia |

## Sehenswürdigkeiten
- Kapelle San Bartolomé o de la Virgen de los Remedios